# Treponti (Adria)
Treponti è una frazione di Adria in provincia di Rovigo. Altri nomi usati per la località sono Possionanza e Bellombra.

## Storia
La sua storia civile è prevalentemente agricola, con cascinali e vecchi poderi. 

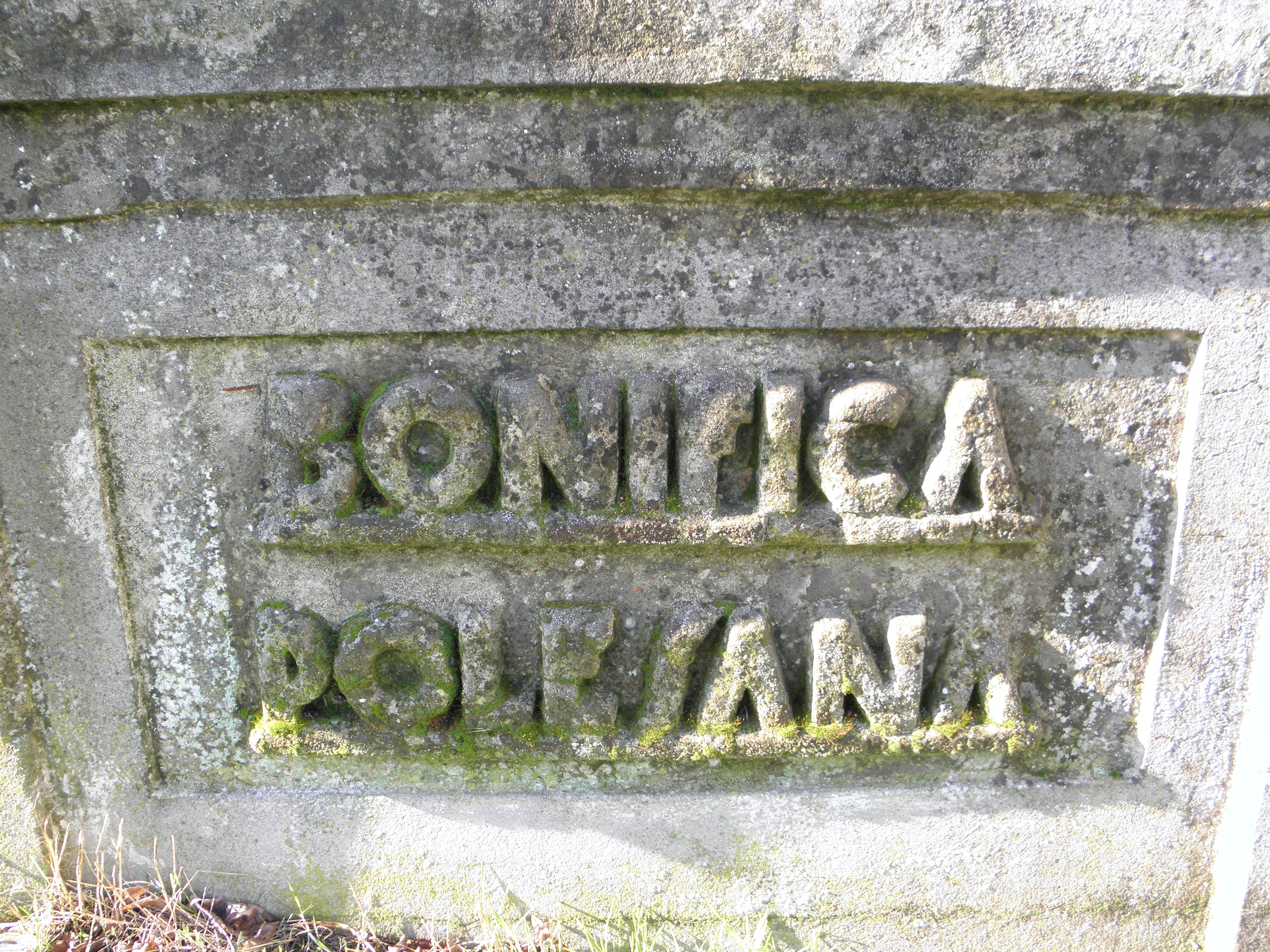
Targa della bonifica del Polesine

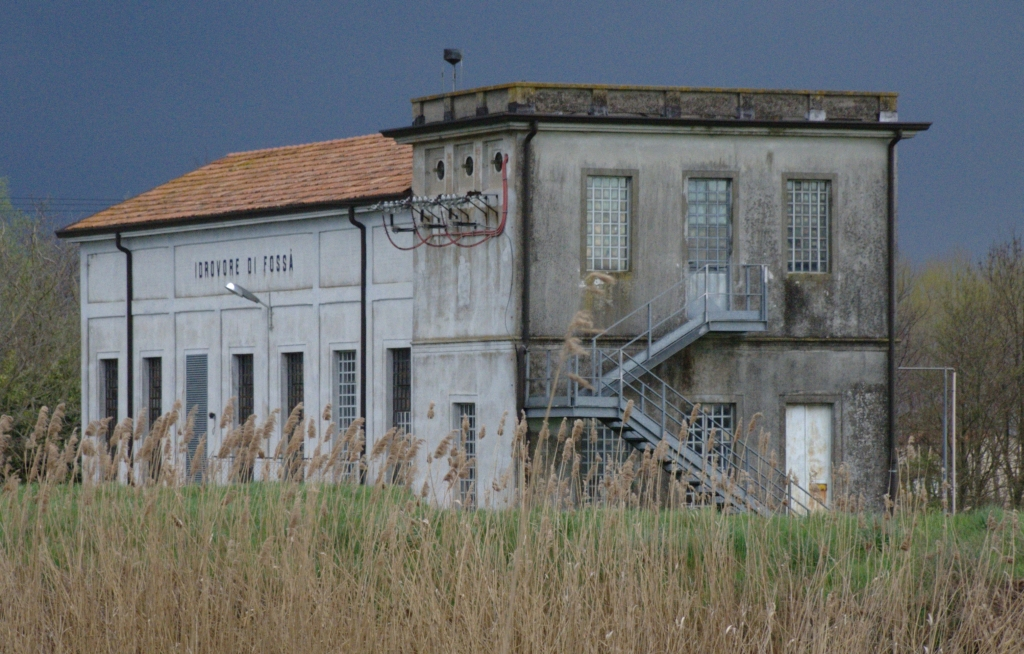
Idrovora polesana

Durante il regime fascista furono installate nel territorio idrovore per la bonifica del Polesine; inoltre, vennero costruiti argini e canalizzate le acque del fiume Po, così da contenere eventuali alluvioni e allo stesso tempo irrigare i campi coltivati. Altre strutture storiche costruite dal fascismo sono le famose "Case del Fascio", luoghi di amministrazione e di ritrovo per i militanti del partito. Invece per quanto riguarda la storia sul campo di battaglia, si possono citare le varie scaramucce e piccole battaglie tra bande partigiane e soldati italo-tedeschi della Repubblica Sociale Italiana, che coprivano l'intero territorio e a cui tutte le cascine, poderi e piccole abitazioni parteciparono, ospitando soldati di entrambi gli schieramenti. Questa zona fu interessata spiacevolmente dalle barbarie perpetrate dalla Banda Boccato, una formazione partigiana che, con lo scopo di liberare i paesi del Basso Polesine, commetteva efferati omicidi e atti di delinquenza comune come stupri, incendi e razzie alle abitazioni della zona. La zona di Treponti fu interessata inoltre da bombardamenti e passaggi di aerei. Il rifornimento di cibo e medicinali, la cura della salute e l'istruzione venivano effettuati nel centro di Adria, dove si trovavano i negozi, l'ospedale, il municipio, la chiesa e la scuola.
Negli anni '60 molti abitanti decisero di emigrare in altre parti d'Italia per la ricerca di un lavoro stabile durante il boom economico. Luoghi di trasferimento erano principalmente Piemonte e Lombardia, in misura minore anche Toscana e Marche.

## Economia
La coltura agricola prevalente nella località di Treponti è quella di mais, frumento e orzo. Il mais rifornisce la maggior parte dei consorzi di raccolta per la produzione della polenta. La produzione di cereali è abbondante grazie ai canali irrigui provenienti dal Fiume Po, e dall'aria di pianura mista all'aria del Mare Adriatico che dista poche decine di km.

## Cultura

### Cucina
La produzione gastronomica del luogo è costituita in gran parte di piatti di origine contadina, cucina semplice fatta di pasta a mano, affettati e insaccati delle cascine circostanti, verdure e ortaggi di produzione propria, formaggi e latte bovini. È famosa la produzione di farina di mais per fare la polenta, tipicamente a lunga cottura, varie farine di cereali quali frumento e orzo, dolci tipici fatti con materie semplici come latte, zucchero, uova e farina. La zona è famosa anche per i vini a leggera altezza alcolica, prodotti in cascine e cantine di poderi ancora abitati. Famosi anche i budini fatti con il mosto d'uva estratto dalla lavorazione dei vini, chiamati "sugoli". Si cita anche la pesca con pesci di acqua dolce come carpe, trote e tinche e la caccia, con fagiani, beccacce, pernici e anatre oltre a minilepri e lepri. Tipici e famosi i "risi e bisi", piatto di riso e piselli della zona, la "polenta e baccalà" e il "risotto allo straculo", piatto di riso con pomodoro e straccetti di carne della parte del bovino tra cosce e schiena.